# إنريكي هيرتزوغ
إنريكي هيرتزوغ (بالإسبانية: Enrique Hertzog) (و. 1896 – 1980 م) هو دبلوماسي من بوليفيا ولد في لاباز.
تولى منصب رئيس بوليفيا.